# EPA Larnaka FC
EPA Larnaka FC byl kyperský fotbalový klub ve městě Larnaka. Vznikl roku 1930 sloučením dvou místních klubů, Pezoporikosu a AMOLu (Pezoporikos byl později znovu založen). byl zakládajícím členem Kyperské fotbalové asociace a účastnil se prvního ročníku Kyperského mistrovství v sezóně 1934/35. V 70. letech hrál i řeckou nejvyšší soutěž. Klub se stal třikrát mistrem Kypru (1944/45, 1945/46, 1969/70) a pětkrát vyhrál kyperský pohár (1944/45, 1945/46, 1949/50, 1952/53, 1954/55). Ve třech sezónách se podíval do evropských pohárů. Zanikl v roce 1994, kdy se sloučil s Pezoporikosem Larnaka a vznikl nový klub AEK Larnaka. Klubovými barvami byla černá a žlutá. Hrál na stadionu GSZ v Larnace, kde dnes hraje AEK.

## Výsledky v evropských pohárech
| Sezóna  | Soutěž                       | Kolo    | Soupeř                   | Domácí zápas | Venkovní zápas | Celkem |
| ------- | ---------------------------- | ------- | ------------------------ | ------------ | -------------- | ------ |
| 1970–71 | Pohár mistrů evropských zemí | 1. kolo | Borussia Mönchengladbach | 0–6          | 0–10           | 0–16   |
| 1972–73 | Pohár UEFA                   | 1. kolo | Ararat Jerevan           | 0–1          | 0–1            | 0–2    |
| 1987–88 | Pohár UEFA                   | 1. kolo | Victoria Bukurešť        | 0–1          | 0–3            | 0–4    |